# Fectola jamiesoni
Fectola jamiesoni är en snäckart som beskrevs av Frank Climo 1978. Fectola jamiesoni ingår i släktet Fectola och familjen Charopidae. Inga underarter finns listade i Catalogue of Life.